# Acalolepta puncticollis
Acalolepta puncticollis là một loài bọ cánh cứng trong họ Cerambycidae.